# Фількино
Фі́лькино (рос. Филькино) — село у складі Сєровського міського округу Свердловської області.
Населення — 1818 осіб (2010, 1848 у 2002).
Національний склад населення станом на 2002 рік: росіяни — 79 %.